# الاتحاد الوطني للقوات الشعبية
الاتحاد الوطني للقوات الشعبية (UNFP) هو حزب مغربي قديم غير ممثل في مجلس النواب، انشق في بداية تأسيسه عن حزب الاستقلال سنة 1959. أسسه المهدي بن بركة وعبد الرحيم بوعبيد ومحمد البصري وفاطمة عزايز. وقد تأثر بانفصال جناحه اليساري الذي أسس الاتحاد الاشتراكي للقوات الشعبية سنة 1974.

## الخلفية
تأسس الاتحاد الوطني للقوات الشعبية في عام 1959 في المغرب من قبل المهدي بن بركة والوفد المرافق له، لأنهم وجدوا أن حزب الاستقلال (والذي أدى بالنضال إلى استقلال البلاد) لم يعد راديكاليا بما فيه الكفاية.
تبني الحزب السياسات الاشتراكية، واتخذ خطا حرجا بقوة نحو الحكم الملكي، مما أدى إلى تواجه بقمع شديد من الشرطة، التي كان يقودها وزير الداخلية اللواء محمد أوفقير آنذاك. كان النشاط لقيادة الاتحاد الوطني متنوعا: بينما اعتبر عبد الرحيم بوعبيد، وعبد الرحمن اليوسفي معتدلين، اتخذ محمد البصري تعزيز الكفاح المسلح ضد النظام، واختار بن بركة معارضة الحكم من المنفى. عندما اندلعت حرب الرمال بين المغرب والجزائر في عام 1963، ساند بن بركة الجزائر، وقف رسميا مع أحمد بن بلة ومع حكومة جبهة التحرير الوطني. واعتبر ذلك خيانة عظمى من قبل الحكومة المغربية، وكان قد حكم عليه بالإعدام غيابيا. وقد «اختفى» في وقت لاحق في منفاه، فرنسا، لربما بناء على أوامر أوفقير، ولا تزال القضية قوية ورمز نقاش ساخن ضمن النضال الديمقراطي في المغرب.
في وقت لاحق بعيدا كُسر نشاط الاتحاد الوطني مرة أخرى، بتكون جناح واحد يسمي نفسه الاتحاد الاشتراكي للقوات الشعبية، والذي لا يزال قائما اليوم كحزب يسار الوسط. عمل الاتحاد الاشتراكي والاستقلال معا في انتخابات عام 1993 ، وكان كل من الطرفين في المعارضة. منذ عام 1998، ضل الاتحاد الاشتراكي هو الحزب الرئيسي في الائتلاف الحاكم في «حكومة التناوب» حتي بداية 2012.
عبد الرحمن اليوسفي، واحدة من مؤسسي نشاط الاتحاد الوطني، وفيما بعد رئيس الاتحاد الاشتراكي، الذي كان سجينا سياسيا لمرة واحدة وحكم عليه بالإعدام، أصبح رئيسا للحكومة في عام 1998 من خلال الانتخابات. اعتبرت هذه (واحدة من الحالات الأولى في التاريخ العربي الحديث، حيث يجري اختيار رئيس الحكومة من بين صفوف المعارضة) انفراج كبير لعملية الإصلاح في المغرب.
حفاظت مجموعة صغيرة بقيادة عبد الله إبراهيم على مذهب نشاط الاتحاد الوطني حتى انحلاله عام 2005، حيث قاطعت هذه المجموعة جميع الانتخابات منذ عام 1972.